# Fatai Alashe
Abdul-Fatai Alashe (* 21. Oktober 1993 in Southfield) ist ein US-amerikanischer Fußballspieler, der meist als Mittelfeldspieler eingesetzt wird. Er steht aktuell beim US-amerikanischen Zweitligisten Sacramento Republic unter Vertrag.

## Karriere

### Jugend und Amateurfußball
Alashe spielte während seiner Zeit an der Michigan State University für das Collegeteam seiner Universität, die Michigan State Spartans. In 86 Spielen erzielte er acht Tore und bereitete acht weitere vor. Gleichzeitig spielte er außerdem in der Premier Development League. 2013 für Reading United und 2014 für die U-23 der Portland Timbers.

### Vereinskarriere
Alashe wurde am 15. Januar 2015 als vierter Pick in der ersten Runde des MLS SuperDraft 2015 von den San José Earthquakes gewählt. Nachdem er dort einen Profivertrag erhalten hatte, absolvierte er am 7. März 2015 sein Pflichtspieldebüt bei der 1:0-Niederlage gegen den FC Dallas. Sein erstes Tor in der MLS erzielte er bereits zwei Wochen später am 22. März 2015 beim 2:1-Sieg gegen Chicago Fire. Sein Tor zur 1:0-Führung in diesem Spiel war gleichzeitig das erste Ligator im kurz zuvor eröffneten Earthquakes Stadium.